# Rinodina archaea
Rinodina archaea är en lavart som först beskrevs av Erik Acharius, och fick sitt nu gällande namn av Arnold 1881. Rinodina archaea ingår i släktet Rinodina, och familjen Physciaceae. Arten är reproducerande i Sverige.